# Adlerflycht
Adlerflycht var en svensk adelsätt, adlad 22 oktober 1691 och introducerad på Sveriges riddarhus med nummer 1234. Ätten slocknade på svärdssidan år 1835.
Ätten adlades med Christoffer Björkman (1650–1729), vars farmor tillhörde ätten Rudbeck. Som heraldiskt vapen hade ätten en tredelad sköld; de två översta var blå och delade med en stolpe av silver och det nedre fältet av guld med en svart örn.